# 看著 (那女人作詞那男人作曲單曲)
看著是韓國知名節目《那女人作詞那男人作曲 第二季》於2012年10月29日由MBC Plus Media企劃、NEOWIZ INTERNET所發行的音樂作品。

## 單曲概要
本作由韓國有線音樂頻道MBC music在2012年10月13日至10月27日播出的明星們共譜新曲浪漫真人秀《那女人作詞那男人作曲 第二季》第三部主人公；通過電影、電視劇、情境喜劇與綜藝等令韓國女性深深著迷的男演員徐芝釋作曲與以彈跳的力量擄獲男性粉絲心的浪漫喜劇女王李清娥作詞的全新創作歌曲。同時也是韓國電視劇《兒子傢伙們》的電視原聲帶歌曲之一。歌詞為男子思念舊情人的心聲，在柔和的鋼琴旋律和原聲吉他以及雋永的弦樂下完整地傳遞了一個悲傷男子的心情。此外，以作曲兼演唱者許永生的獨特嗓音完美呈現離別的悲傷與思念。
另該曲於2012年10月29日在韓國音源網站bugs（http://music.bugs.co.kr/ （页面存档备份，存于） ）等公開線上音源。

## 曲目
| 曲序     | 曲目             |          | 作曲     | 时长 |
| -------- | ---------------- | -------- | -------- | ---- |
| 1.       | 看著（바라본다） | 李清娥   | 徐芝釋   | 3:48 |
| 2.       | 看著（演奏版本） |          |          | 3:48 |
| 总时长： | 总时长：         | 总时长： | 总时长： | 7:34 |

## 外部連結
-  bugs-MBC뮤직 <그 여자 작사 그 남자 작곡 시즌2> Episode 3. 서지석-이청아 （页面存档备份，存于）
-  Mnet-그 여자 작사 그 남자 작곡 시즌 2 (Episode 3 - 서지석, 이청아)[永久]
- MBC周末劇-兒子傢伙們 官方網站
- 那女人作詞那男人作曲 第二季 官方網站